# Visélia (gens)
Visélia (em latim: Visellia, pl. Visellii) era uma família da Roma Antiga durante o final da República e início do Império. Dois membros desta gens, Caio Visélio e Lúcio Visélio, alcançaram o consulado durante o primeiro século. 

## Prenomes
Os únicos prenomes associados aos Visélios que aparecem na história são Caio (Gaius) e Lúcio (Lucius). Marco (Marcus), Públio (Publius), Quinto (Quintus) e Tito (Titus) aparecem mas somente em inscrições.

## Ramos e cognomina
Os sobrenomes associados aos Visélios são Varão (em latim: Varro) e Acúleo. Varão era um cognome hereditário da família, enquanto Acúleo parece ter sido um sobrenome pessoal. Varão originalmente designava um tolo, ou alguém dado à tolice, enquanto Acúleo parece derivar do adjetivo acúleo, que significa "afiado", "pontiagudo" ou "espinhoso", presumivelmente um comentário sobre a inteligência de seu portador, o que contradiz o sobrenome hereditário da família, Varão.  

## Membros
- Caio Visélio Varão Acúleo, um eques, distinguido por sua inteligência e conhecimento da lei. Casou-se com a tia de Cícero, Hélvia. [4]
- Caio Visélio C. f. Varão, primo de Cícero, foi tribuno militar na Ásia por volta de 79 a.C. Quando Cícero foi exilado, Varrão procurou a ajuda de um dos tribunos da plebe para que seu primo fosse chamado de volta. Varrão era edil curul, mas morreu antes de poder alcançar um cargo mais alto. [5]
- Caio Visélio C. f. C.n. Varrão, cônsul sufecto das em julho de 12 d.C. Ele é provavelmente o mesmo Visélio Varro que serviu [6] legado na Germânia Inferior em 21 d.C.[7] [8]
- Lúcio Visélio C. f. C.n. Varrão, cônsul em 24 d.C., a pedido de Sejano, acusou Caio Sílio; mas ele fingiu que estava motivado pelo espírito de retribuição contra o rival de seu pai. [9] [10]